# Edward Shanks
Edward Richard Buxton Shanks, född den 11 juni 1892 i London, död den 4 maj 1953, var en engelsk författare. 
Shanks första roman The People of the Ruins, som utkom 1920 och där händelserna inträffar 150 år fram i tiden, är en utopi i H.G. Wells stil. Hans andra roman The Richest Man (1923) handlar om en Cambridgeprofessor. Utöver en bok om G.B. Shaw (i serien Writers of the Day) och en essaysamling First Essays in Literature (1923) skrev han senare bland annat en dramatisk dikt i tre akter The Queen of China, som utspelar sig under 1300-talet, och en tragedi i blankvers The Beggar's Ride, som kom 1926, samma år som hans Collected Poems. Shanks tilldelades det första Hawthorndenpriset 1919